# Сонячні дні (Цілком таємно)
Сонячні дні (англ. Sunshine Days) — 18-й епізод дев'ятого сезону серіалу «Цілком таємно». Епізод належить до «міфології серіалу» та надає змогу глибше з нею ознайомитися. Прем'єра в мережі «Фокс» відбулася 12 травня 2002 року.
У США серія отримала рейтинг Нільсена, рівний 5.1, це означає — в день виходу її подивилися 7.8 мільйона глядачів.

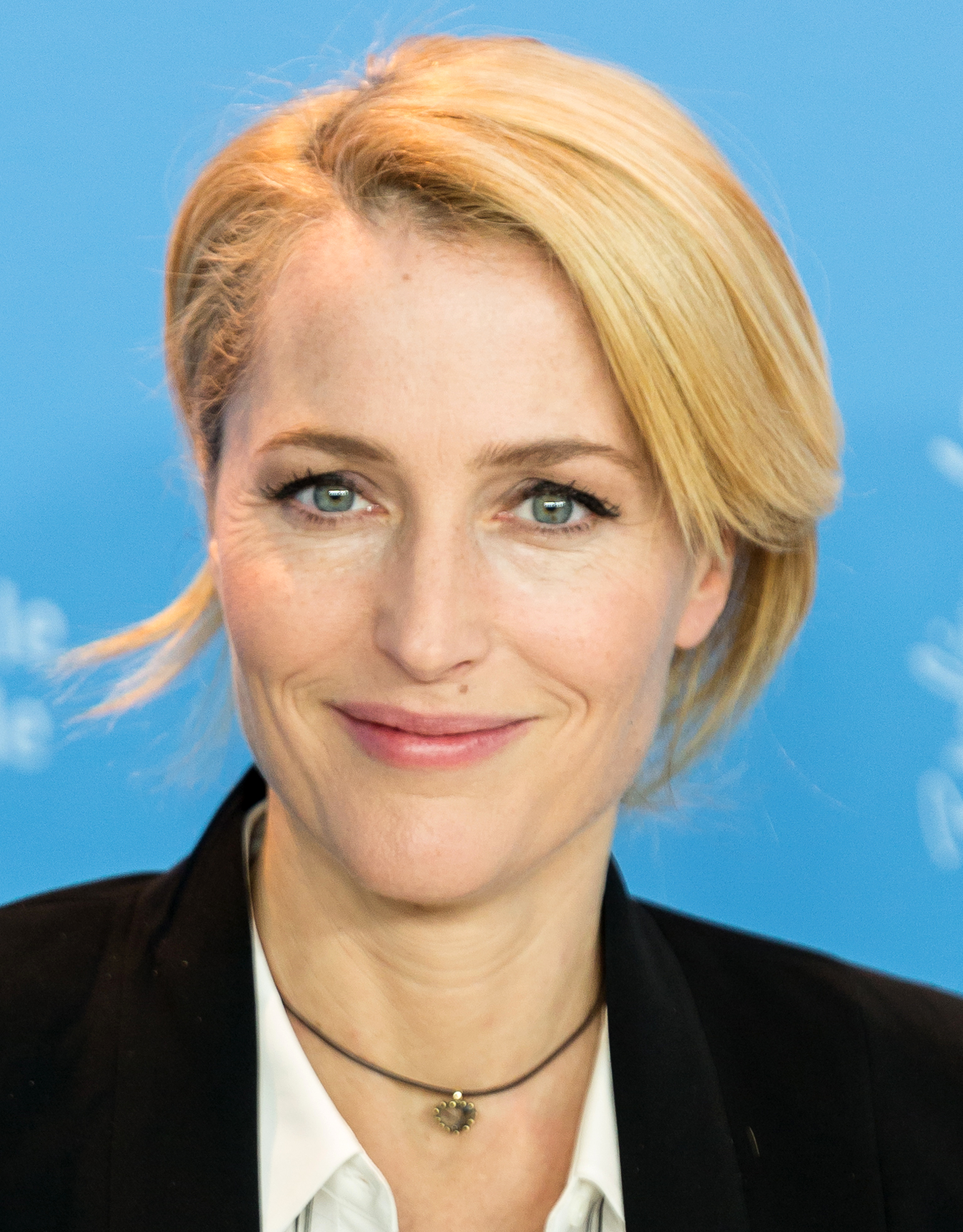

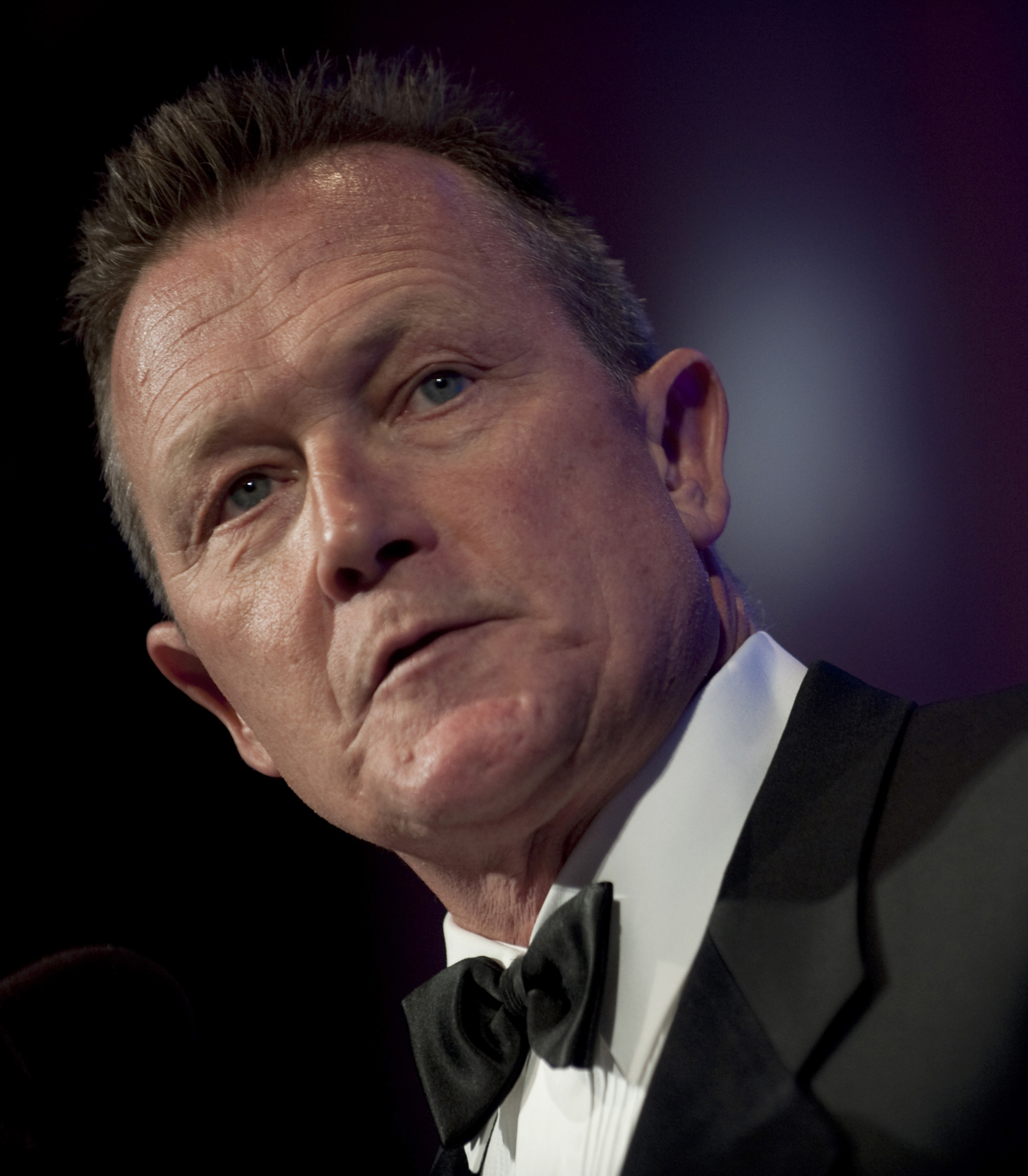

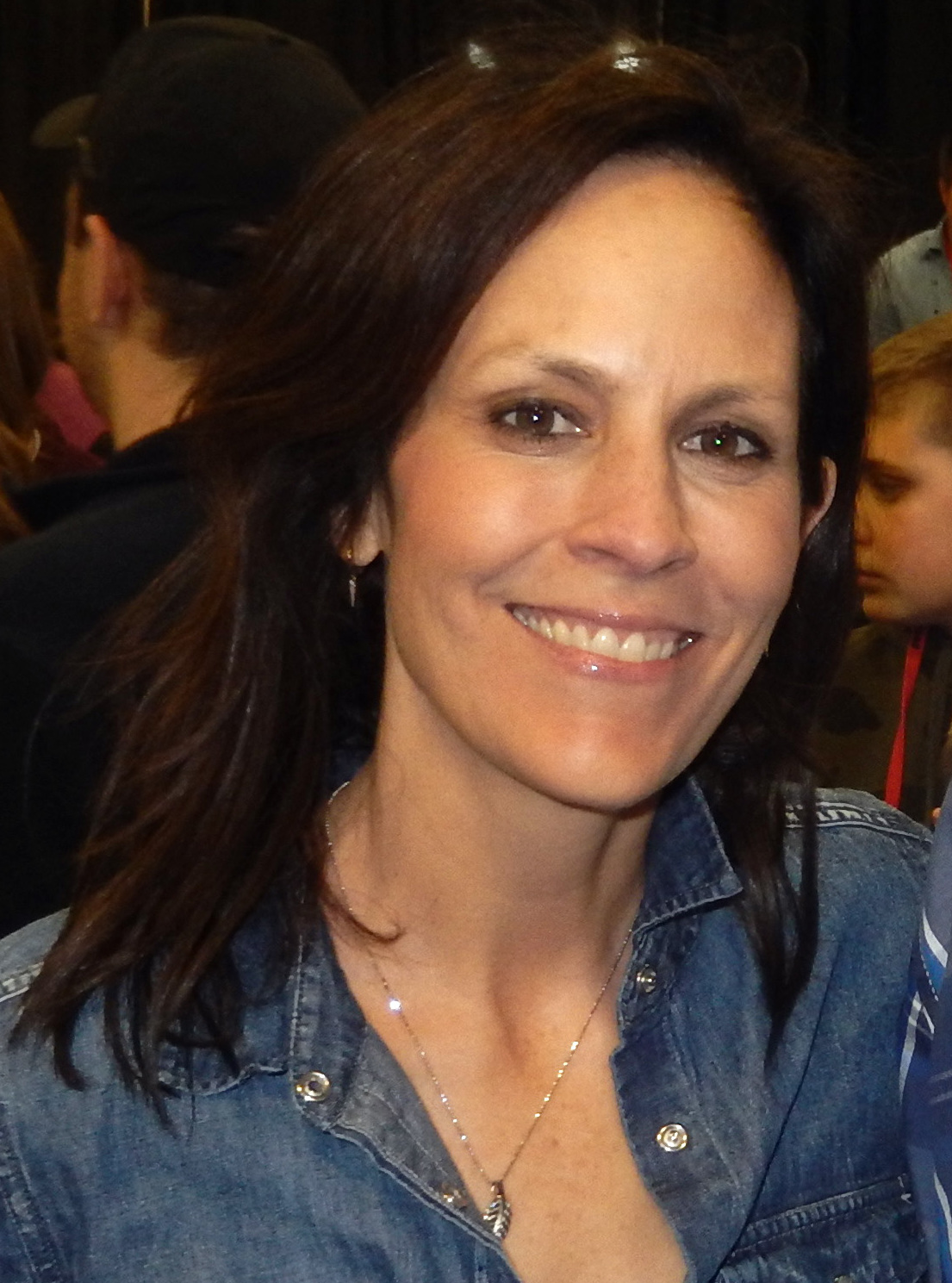

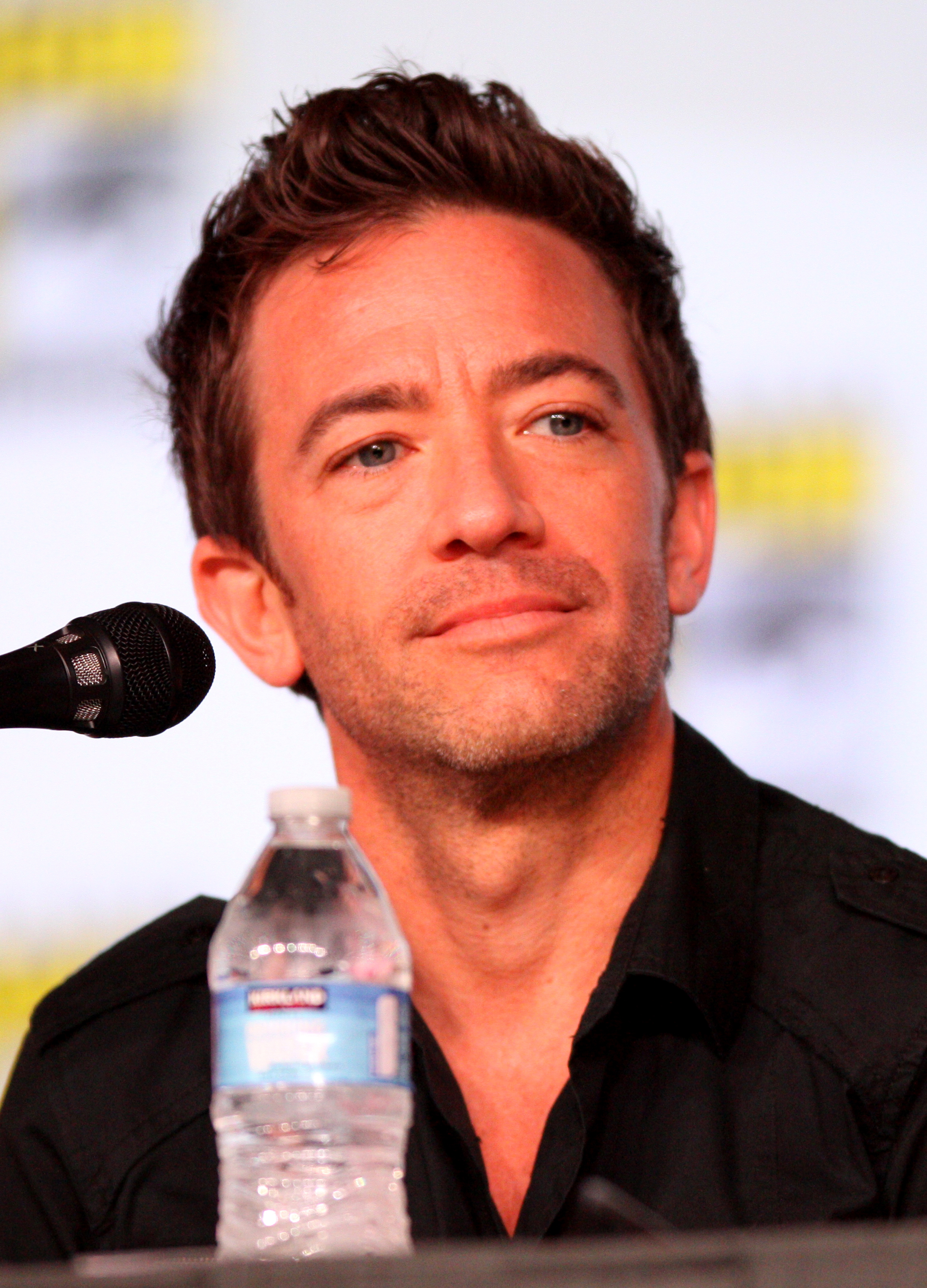

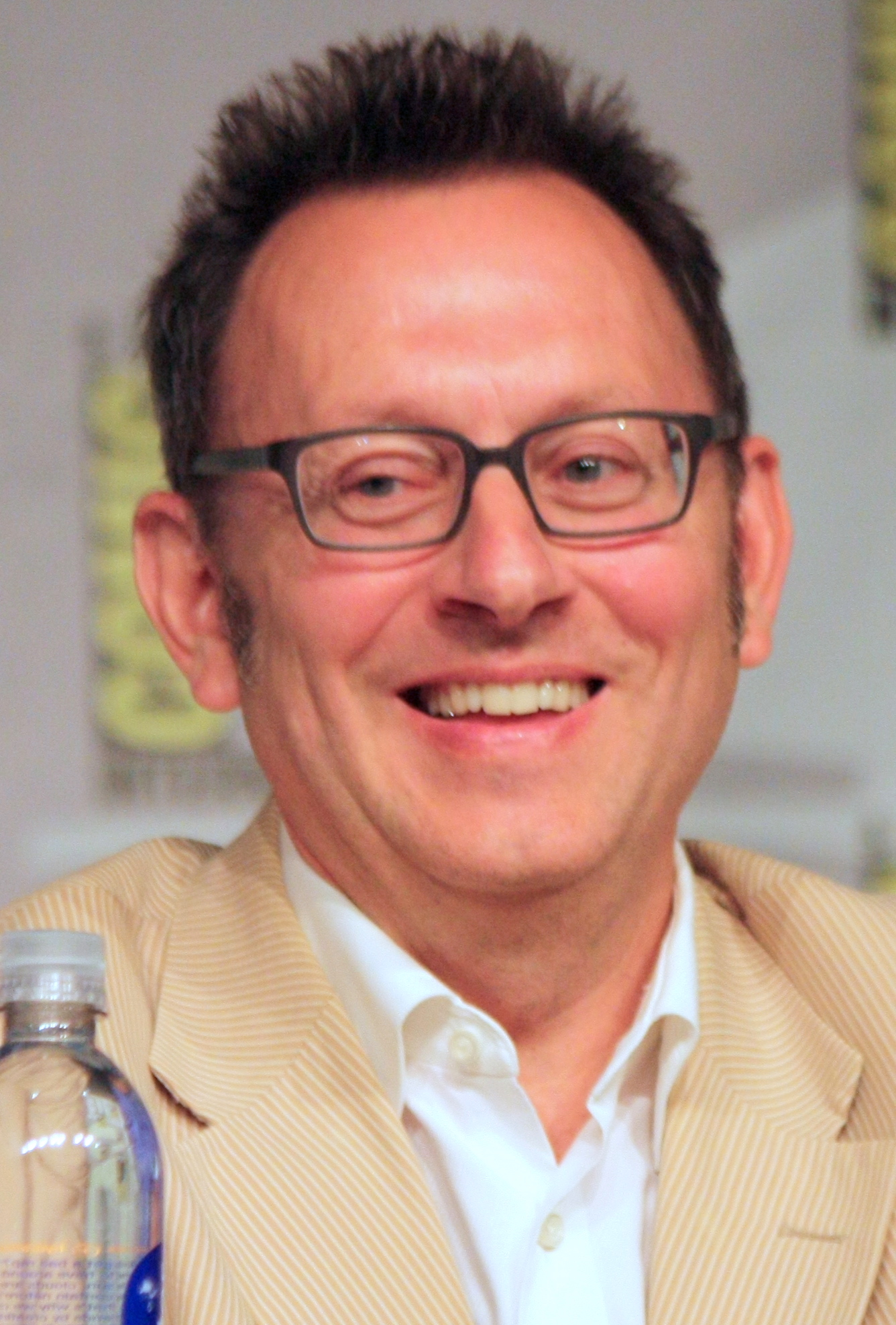

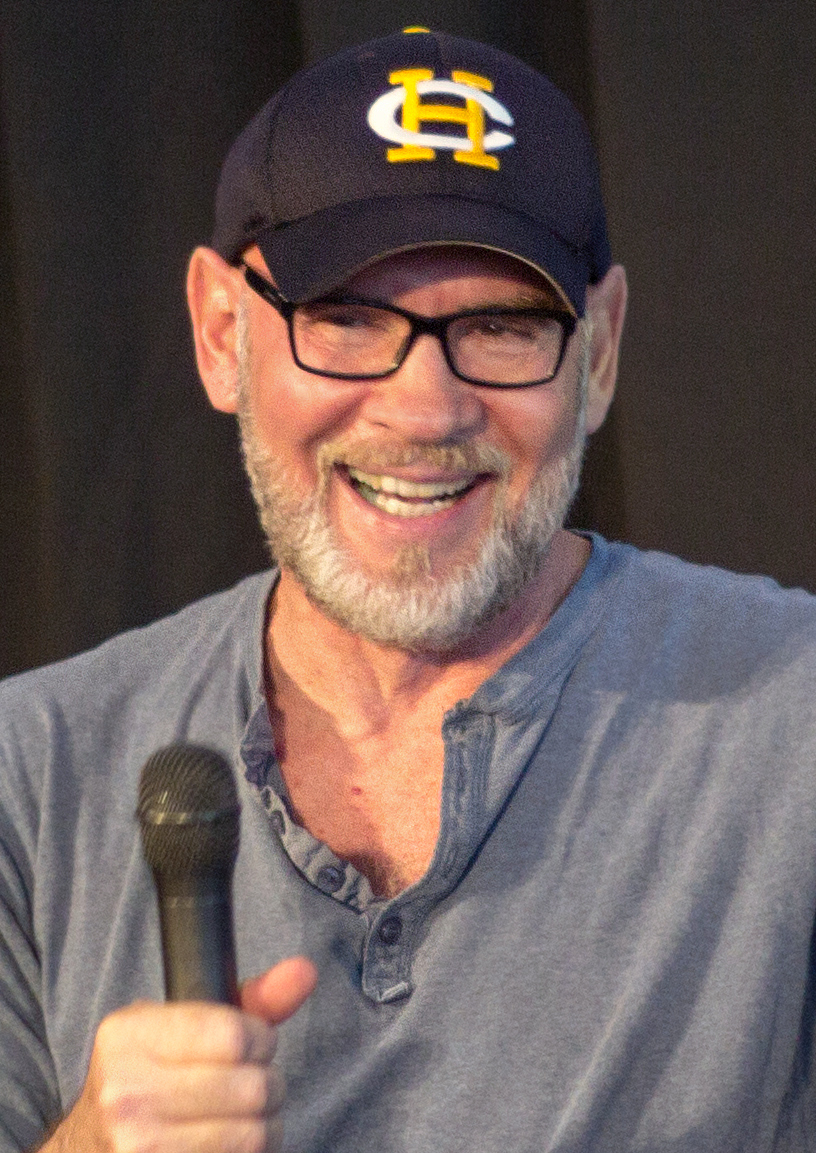

Доггетт, Рейєс, Скаллі та Скіннер розслідують дивне вбивство, де головний підозрюваний одержимий серіалом «Сімейка Бреді». Незважаючи на різні підходи до розслідування та самого серіалу, всі невдовзі розуміють, що телекінетичні здібності цієї людини є незаперечним доказом для «Секретних матеріалів».

## Зміст
Істина поза межами досяжного
У Ван-Найсі (штат Каліфорнія), двоє чоловіків віком за двадцять — Блейк і Майк — пробираються у будинок, в якому, як стверджує Блейк, знімали комедійний телесеріал «Сімейка Брейді». Інтер'єр будинку повністю відтворює будинок із серіалу; Майк, занепокоєний, хвилюється і йде, але Блейк тягнеться далі. Згодом Блейк гине, впавши з великої висоти на машину Майка.
Джона Доггетта і Моніку Рейєс викликають для розслідування. Вони опитують Майка, який стверджує, що Блейк помер після того, як відвідав «Баді Брейді». Троє розмовляють з власником Олівером Мартіном, але, увійшовши, дізнаються, що будинок зовсім не схожий на той, який зображений у тизері. Доггетт, відчуваючи, що щось не так, перевіряє сміттєвий бак Мартіна і знаходить асфальтну черепицю; раніше, на машині Майка, Джон знайшов шматок гальки. Він приходить до висновку, що Блейка кинули через дах Мартіна. Пізніше тієї ночі Майк заглядає в будинок Мартіна і бачить, як вся родина Брейді обідає. Він увірвався в будинок, але виявив, що сім'я зникла. Раптом він стикається з Мартіном, який каже йому піти. Майк відмовляється, і його кидають через дах, тільки для того, щоб його влаштувати у дворі.
Дейна Скаллі переглядає різні Секретні матеріали і виявляє один про хлопчика на ім'я Ентоні Фогельман, який володів психокінезом. Вона дізнається, що пізніше Фогельман змінив ім'я на Олівер Мартін. Дейна зустрічається з доктором Джоном Рітцем, парапсихологом, який працював із молодим Фогельманом. Рітц стверджує, що, незважаючи на те, що Мартін був надзвичайно самотнім, він не був небезпечним і його сила згасала, коли він виріс. Рейєс припускає, що Фогельман змінив ім'я на Олівер (на честь кузена Олівера з «The Brady Bunch»). Скаллі зазначає, що в серіалі Олівера зобразили як «придурка», і троє агентів приходять до висновку, що Фогельман також повинен бачити себе одним.
Доггетт і Рітц вирішують поговорити з Фогельманом. Спочатку він боїться і ледь не змушує Доггетта мчатися через дах. Виявляється, що сили Фогельмана є темпераментними, і іноді він не може ними контролювати, як це було у випадку зі смертю Майка і Блейка. Рейєс і Скаллі з'являються і переконують його, що його сили можуть позитивно вплинути на світ. Агенти відвозять його до Вашингтона, і демонструють його здібності Скіннеру, змусивши Волтера ширяти в повітрі. Однак раптом Фогельман падає. Пізніше Скаллі повідомляє, що його тіло руйнується через його надзвичайну силу. Доггетт розуміє, що Фогельман повинен припинити використовувати свої сили; він зазначає, що його сила згасла раніше, коли доктор Ріц вивчав його як хлопчика. Доггетт каже Ріцу, що його сила згасла, тому що з Ріцом Фогельман не відчував себе самотнім. Ріц відвідує Фогельмана в лікарні, і вони відновлюють свою дружбу, рятуючи життя Фогельману. Скаллі скаржиться на той факт, що, можливо, немає жодного виправдання «Секретних матеріалів», але такі випадки, як Фогельман, можуть показати, що є докази «більш важливих речей».

## Зйомки
«Sunshine Days» написав і зняв виконавчий продюсер Вінс Гілліган. Цей епізод став другою режисерською роботою Гіллігана після серії сьомого сезону «Я бажаю». Гілліган назвав цей епізод своїм «до побачення з глядачами і героями», оскільки він усвідомив, що це «буде востаннє, коли я буду писати для них». До відродження серіалу у 2016 році планувалося, що «Sunshine Days» стане останньою частиною серіалу-«монстром тижня». Оригінальний фінал шоу, «Правда», буде мати справу з справами "загальна міфології інопланетної колонізації.
За словами Джилліан Андерсон, складний декор для будинку Брейді Банча, показаний в епізоді, був повністю побудований виробничою групою. Вона розповідала — через те, що оригінальний знімальний майданчик був давно розібраний, люди приїжджали «з усього Лос-Анджелеса», щоб сфотографуватися на знімальному майданчику. Андерсон, який була шанувальником популярних ситкомів Шервуда Шварца, таких як «Острів Гіллігана» та «Беред Брейді», назвала цей досвід «диким». Сцена, в якій будинок Фогельмана перетворюється на зовнішнє поле, створена за допомогою техніки хромакей. Було знято як будинок «The Brady Bunch», так і прилегле поле. Потім акторів знімали на синьому екрані. Матові сцени були вирізані і сцени складені. У зв'язку з тим, що знімок був розширеною сценою, Пол Рабвін пізніше зауважив, що ефекти було трохи складно отримати правильно. Рабвін зауважив, що матові знімки повинні були покрити «маленькі пасма волосся» на голові Андерсон, тому що відсутність пасм — це те, що «видає (ефект)».

## Показ і відгуки
«Sunshine Days» спочатку транслювався в мережі «Fox» 12 травня 2002 року та у Великій Британії на «BBC Two» 16 березня 2003-го. Початкову трансляцію епізоду переглянули приблизно 6,5 мільйонів домогосподарств і 10,4 мільйона глядачів. «Sunshine Days» отримав рейтинг Нільсена 6,2, що означає — приблизно 6,2 % всіх домогосподарств, обладнаних телевізором, були налаштовані на цей епізод.
Критичний прийом до серії був неоднозначним. Аарон Кінні з «Salon.com» критикував ідею продюсерів, щоб транслювати серію як передостанній епізод, що веде до фіналу серіалу, який активно рекламується. Кінні зазначив, що цей епізод мало пов'язаний із загальною сюжетною лінією серіалу, але, тим не менш, його рекламували як частину стратегії просування «Секретних матеріалів» до «Завершення гри». Джессіка Морган з «Телебачення без жалю» надала епізоду неоднозначну оцінку і присвоїла оцінку «C». Вона саркастично написала: «дев'ять років митарств для початку. І тому передостанній епізод „Секретних матеріалів“, природно, присвячений „The Brady Bunch“». Роберт Ширман Ларс Пірсон у книзі «Хочемо вірити: критичний посібник з Цілком таємно, Мілленіуму і Самотніх стрільців» оцінили епізод на 3.5 зірки з п'яти. Вони відзначили, що епізод «не є однією з найкращих історій Гіллігана», посилаючись на проблеми з його тоном та характеристикою Олівера Мартіна. Тим не менш, оглядачі вони похвалили гуманізований стиль Гіллігана, написавши: «він дає Скаллі докази паранормального, якого вона потребує», але показує, що найважливіші «речі, про які потрібно піклуватися в житті — це люди». М. А. Кренг у книзі «Заперечуючи правду: перегляд „Секретних матеріалів“ після 11 вересня», зазначив, що «центральна історія трішки поганенька», але цей епізод добре спрацював як «план для самого телебачення», і він вважав, що це відповідний засіб для передостанньої частини серіалу.

## Знімалися
| Актор             | Роль           |
| ----------------- | -------------- |
| Роберт Патрік     | Джон Доггетт   |
| Джилліан Андерсон | Дейна Скаллі   |
| Аннабет Гіш       | Моніка Рейєс   |
| Мітч Піледжі      | Волтер Скіннер |
| Майкл Емерсон     | Олівер Мартін  |
| Джон Ейлвард      | Джон Рітц      |
| Девід Фаустіно    | Майкл Дейлі    |
| Даніель Савре     | Марсія Брейді  |